# JUNE (雑誌)
『JUNE』（ジュネ）は、かつてマガジン・マガジンから発行されていた日本の雑誌。1978年10月に『Comic Jun』として創刊され、1995年11月に休刊した。『JUNE』は日本で初めて創刊された女性向け男性同性愛の専門誌であり、漫画と小説を中心に、映画や文学の紹介や読者による投稿が掲載された。
『JUNE』は10代後半から20代前半の女性を読者層とし、多い時でおよそ8万部の発行部数があった。竹宮惠子や中島梓、吉田秋生、柴門ふみといった漫画家・小説家が作品を発表したほか、竹宮や中島による投稿作品の添削コーナーからは津田雅美や西炯子、羅川真里茂といった漫画家のほか、榎田ユウリやたつみや章といった小説家が輩出された。
日本全国で展開された雑誌であった『JUNE』の創刊によって、それまでアクセスが限られていた女性向け男性同性愛のジャンルは急速に体系化された。『JUNE』とそのコンセプトである「耽美」という言葉は男性同性愛を描く作品の通称として広まり、後のやおいやボーイズラブに繋がった。

## 歴史

### 創刊から一時休刊へ

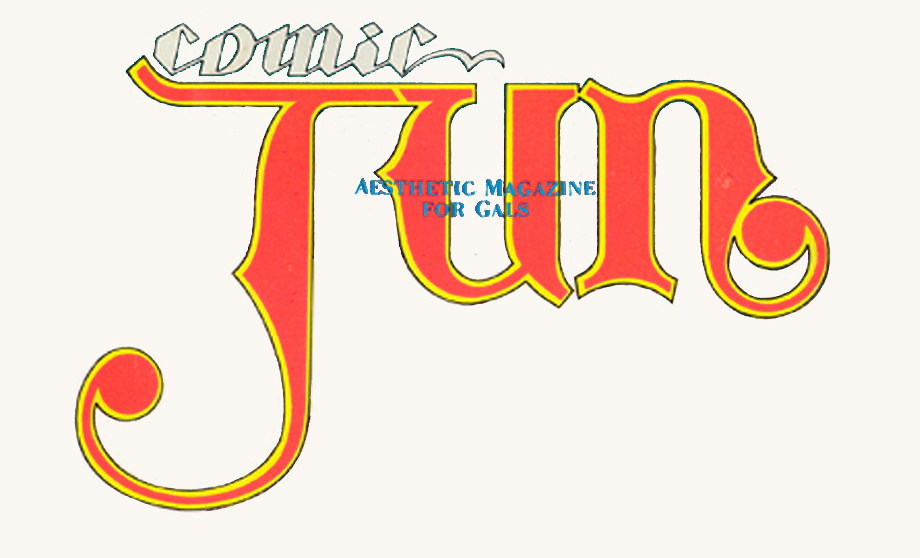
『Comic Jun』のロゴ

『JUNE』は、当時サン出版でアルバイトをしていた佐川俊彦を契機として創刊された。熱心な漫画読者であった佐川は、少年同士の世界を描いていた24年組に興味を抱き、サン出版に「女性向けのポルノ、マイルドなポルノ雑誌」の企画を提出した。この企画が認められ、1978年10月に『Comic Jun』が創刊された。佐川によると、「Jun」の由来は石ノ森章太郎の漫画である『ジュン』や、純粋や純文学の「純」などであり、様々な意味が込められていたという。創刊時の価格は380円であり、当時の雑誌としては高い部類だった。
初代編集長にはサン出版が刊行していたゲイ向けの雑誌『さぶ』の編集長を務めていた櫻木哲郎が就任した。『Comic Jun』には24年組の一人に位置づけられる漫画家である竹宮惠子や、小説家である中島梓などが佐川の誘いで参加した。竹宮は参加した理由について、当時『週刊少女コミック』で連載していた『風と木の詩』の援護射撃になることを期待していたと語っている。また、中島は、佐川が早稲田大学在学中に所属していたワセダミステリクラブでの先輩であり、佐川が少年愛分野のブレーンとして誘った。
『Comic Jun』は第3号にあたる1979年2月号から『JUNE』に改題された。改題の理由は同名のファッションブランドである「JUN」から抗議があったためであった。抗議があった時点ですでに第3号の印刷が始まっており、サン出版の社長の提案で急遽「JUN」の後ろに「E」をつけ足して「JUNE」とした。創刊当初は売れ行きの予想が付いておらず、十数万部を印刷しており、それによって返本が多く発生した。この高い返本率は次第に改善されていったものの、1979年8月に刊行された8月号を最後に『JUNE』は一時休刊を余儀なくされた。

### 復刊と『小説JUNE』の創刊
休刊後、サン出版のもとには「1,000円までなら出せる」という内容の手紙が大量に寄せられた。こうした声にこたえる形で、発行部数を創刊当初の半分に抑えて定価を倍の760円にしたうえで、1981年10月に刊行された10月号から復刊した。復刊第1号はサン出版から刊行されていた『劇画ジャンプ』の増刊号として刊行された。
1982年10月号から小説をメインとした『小説JUNE』が別冊として発行され始めた。『小説JUNE』は『小JUNE』と呼ばれ、それに対して『JUNE』は『大JUNE』と呼ばれるようになった。佐川によると、『小説JUNE』は創刊してから間もなく『JUNE』の発行部数を抜いたという。『小説JUNE』は1984年2月号から隔月化し、もともと隔月刊であった『JUNE』と毎月交代で出版された。

### 休刊
1980年代後半から「やおい」同人誌が爆発的に流行し、1990年代にはボーイズラブが商業ジャンルとして成立した。1990年代中頃から『JUNE』の発行部数は減少し始めた。『JUNE』は次第に命脈を保つのが困難になり、1995年11月号の第85号で休刊した。佐川は、ソフトな路線を取っていた『JUNE』とハードなセックス描写があったボーイズラブ雑誌は共存可能だと考えていたが、そうはいかなかったと語っている。『JUNE』の休刊後、小説は『小説JUNE』に一本化され、漫画はページ数を増やすため『JUNE新鮮組』と『コミックJUNE』に細分化された。このうち『コミックJUNE』はハードコアなセックスが描かれるボーイズラブ漫画が主に掲載されていた。このことから、溝口彰子は『コミックJUNE』と『JUNE』を混同するべきではないとしている。
1996年には『JUNE』の投稿やグラビア、同人情報といった情報部分をメインにした『Visualtambi JUNE』が創刊されたが、同年4月の2号目で休刊した。また、1997年には『小説JUNE』の増刊として『COMIC美少年』が1号のみ刊行された。『小説JUNE』も、人気作品であった『富士見二丁目交響楽団』の連載が1990年代後半に一段落し、他社から文庫版の刊行が始まると、毎月数百部ずつ部数が減っていった。そして2004年4月に発行された第153号をもって『小説JUNE』は休刊した。また、『コミックJUNE』も2013年2月号で休刊した。

## 内容
『JUNE』には漫画だけでなく、映画情報や読書ガイド、アイドルへのインタビューなどが掲載されていた。こうした映画情報のほか、文学紹介や絵画紹介は特に初期の『JUNE』によく見られた。このほか、「junetopia」という読者投稿コーナーが存在した。「junetopia」では自らの同人サークルの紹介や「ヒワイ画コンテスト」「美形ギャラリー」と名付けられたイラスト投稿コーナーが設けられた。また、『JUNE』には広告がほとんど掲載されていなかった。
『JUNE』に掲載された作品の多くは少年同士の恋愛を描いていたが、両性具有や少女同士の作品も掲載されていた。竹宮によると、男女の話であっても『JUNE』らしさが描かれていれば掲載するという了解が佐川との間に出来ていたという。中島梓によると、初期の『JUNE』ではサディズムとマゾヒズムの組み合わせが顕著であり、その後もネクロフィリアや近親相姦が高い頻度で見られたほか、カニバリズムもまれに見られたが、スカトロジーや肥満嗜好は決して見られなかった。
『JUNE』に掲載された作品は「耽美的でシリアス」と評される。初期の『JUNE』では無理心中や交通事故、不慮の死や永遠の離別といったバッドエンドとされるものが多かった。石田仁の調査によると、『Comic Jun』の創刊号に掲載された11作品のうち10作品がこのようなバッドエンドに分類された。こうしたことから、『JUNE』の休刊後もシリアスなボーイズラブ作品が「JUNE系」と呼ばれることがある。ただし、休刊が近づくにつれて相思相愛の確認や共同生活の始まりといったグッドエンディングとされる作品が増加していた。

### 作家
『JUNE』に寄稿した作家は24年組を中心とした漫画家や同人作家、また『さぶ』に投稿していた作家などであった。竹宮惠子は様々な描き下ろし漫画や挿絵を発表し、中島梓は『少年派宣言』や『美少年学入門』といった少年愛にまつわるエッセイのほか、様々なペンネームを使い分けて小説を発表した。常連執筆陣は青池保子や伊東愛子、岸裕子、坂田靖子などであった。このほか、いのまたむつみや柴門ふみ、高野文子、まつざきあけみ、ひさうちみちお、丸尾末広、吉田秋生といった漫画家が作品を寄稿した。また、翻訳家である栗原知代が文学紹介のコーナーを担当し、イラストレーターであるおおやちきがイラストコラムを手掛けた。

### ケーコタンのお絵描き教室
1982年1月に刊行された復刊第2号から竹宮惠子による「ケーコタンのお絵描き教室」の連載が始まった。佐川によると、彼は「まんがエリートのためのまんが専門誌」をキャッチフレーズとして新人教育に力を入れていた『COM』の少女版を作りたいと考えてこの連載を作ったという。第1回目では男性の唇の、第2回目では男性の手の描き分け方が紹介され、1985年1月号からは投稿作品の添削が始まった。投稿作は「JUNE的な作品であれば自由」であったが、8ページの作品であることが条件として課された。こうした課題を細かく設定する方法は『COM』を参考にしたものであった。第1回には後にプロの漫画家としてデビューする西炯子の初投稿作が掲載された。

### 中島梓の小説道場
1984年1月号からは中島梓による「中島梓の小説道場」の連載が始まった。中島はこの連載において、人称と視点の統一や投稿原稿は鉛筆で執筆しないことといった技法を解説した。また、投稿作の寸評が行われた。この連載に対する読者からの反響は大きかった。その理由について佐川は、読者は書きたいものがあっても漫画を描くのは難しかった。そこに中島が文字で手本を見せたためであると分析している。この連載から秋月こお、榎田尤利といった小説家が輩出され、男性同士の性愛を描く小説をジャンルとして定着させるきっかけとなった。編集者だった福本直美が「門番」として登場した。

## コンセプト
佐川は創刊時から『JUNE』のコンセプトを「耽美」という言葉で表現していた。創刊号には副題として「Aesthetic Magazine For Gals」（女の子のための耽美雑誌）と記され、グラビア写真コーナーは「耽美写真館」と名付けられた。佐川は耽美という言葉を選んだ理由について、24年組が描く少年が美しいこと、また、24年組の作品において美が理想を示す象徴として用いられているためであると語っている。耽美というコンセプトは少年愛を出発点としたが、しだいに少年だけでなく青年や中年の男性まで含まれるようになり、1990年代初頭までにこの耽美という言葉は男性同性愛の物語を指す言葉として流通した。
この耽美という言葉は1990年代初頭に台湾や中国に流入した。これをきっかけにして耽美 (danmei、ダンメイ。以下、日本語の耽美との混同を避けるためダンメイと表記する) と呼ばれる中国独自のジャンルが誕生した。ダンメイは中国における男性同性愛作品のジャンルとして発展して大きな経済的・文化的影響力を持つようになり、台湾や韓国、ベトナムといった国々でも人気のあるジャンルになっている。

## 読者
『JUNE』の読者層は10代後半から20代前半の女性だった。佐川は『JUNE』の読者層について、高校生・大学生以上で、学校の図書委員のような文学少女がメインだったという印象を持っていると語っている。中島梓は『コミュニケーション不完全症候群』において、少女たちは自らを選別し続ける社会からのまなざしに苦しんでおり、そうしたまなざしが存在しない居場所として無意識に選んだのが『JUNE』であると述べている。また、中島は、彼女たちは女性であることに反逆したかった「少年でありたかった少女」であり、しかし女性として育てられていた彼女らにとって自分を愛するのは男性でしかありえなく、それらの論理的な結合として男性同性愛が描かれた『JUNE』に向かっていったと読み解いている。ただし、『JUNE』にはゲイ男性をはじめ男性の読者もいた。前川 (2020)は、あくまで代表性はない個人の体験としたうえで、ゲイ雑誌を近所の書店で買うことは周囲の目を気にして出来なかったため、少女漫画コーナーに置かれていた『JUNE』の存在はありがたかったとしている。

### 発行部数
メディア・リサーチ・センターが刊行していた『雑誌新聞総かたろぐ』によると、『JUNE』の発行部数は1983年から1987年で各6万部、1988年から1989年で各7万部、1990年から1997年で各10万部だった。また、『小説JUNE』は1985年から1987年で各6.5万部、1988年から1989年で各8万部、1990年から2004年で各10万部だった。ただし、佐川によると、『雑誌新聞総かたろぐ』における6万部から10万部という発行部数は多めに書かれたものであり、少なくとも佐川が関わっている時期で4万部から6万部、多くて8万部であったという。また、1993年から2004年にかけて編集長を務めていた英保美紀によると、自身の編集長在職時期に限れば『雑誌新聞総かたろぐ』に記載された数字は実際の2倍近い数字であるという。ただし、1992年から1993年の『小説JUNE』の10万部という数字は実際に近い数字であったという。

## 装丁
『JUNE』の誌面のサイズはB5判だった。表紙のイラストは創刊からおよそ10年にわたって竹宮惠子が手掛けた。編集長であった佐川は、竹宮の表紙でなければ成功しなかったかもしれないと語っている。竹宮は表紙について、自分の絵は明るく影が見えるものではないため『JUNE』らしくないが、意識して影があるように描いたことでむしろ『JUNE』らしいものになったのではないかと語っている。竹宮が描いた『JUNE』の表紙は「泣いている男の子」のように物語性があるものであり、竹宮は、このような表紙は少女漫画誌ではまず採用されず、『JUNE』ならではのものであったとしている。竹宮惠子の後は『JUNE』で連載していた岸裕子や西炯子、いのまたむつみ、吉田秋生などが表紙のイラストを手掛けた。

## 影響
『JUNE』は女性向けの男性同性愛を描いた日本初の専門誌である。また、商業誌としてはほぼ唯一であった。それまでは女性が描く男性同性愛の物語は同人誌などアクセスが限られた領域にとどまっていたが、全国展開の雑誌である『JUNE』が誕生したことでそれが急速に体系化された。『JUNE』や『JUNE』のテーマとなった耽美は女性が作る男性同性愛の物語を指す語として流通し、現在のやおいやボーイズラブに繋がった。溝口 (2015)はボーイズラブの歴史を3期に分け、第1期を「創成期」、第2期を「JUNE期」、第3期を「BL期」であるとし、『JUNE』はプロのボーイズラブ漫画家や小説家を生み出す舞台として重要な機能を果たしたとしている。『JUNE』からは西炯子や津田雅美、羅川真里茂といった漫画家や、秋月こお、榎田尤利といった小説家がデビューした

## 関連文献
- Mizoguchi, Akiko (2003). “Male-Male Romance by and for Women in Japan: A History and the Subgenres of "Yaoi" Fictions”. U.S.-Japan Women's Journal (University of Hawai'i Press) (25):  49-75. JSTOR 42771903.
- 佐川俊彦：『「ＪＵＮＥ」の時代ーBLの夜明け前』、亜紀書房（2024年5月27日）、ISBN 978-4750518367.
- ＢＬ源流の漫画雑誌ＪＵＮＥを振り返る（読売、2024年8月26日）